# Saint-Martin-de-Saint-Maixent
Saint-Martin-de-St-Maixent – miejscowość i gmina we Francji, w regionie Nowa Akwitania, w departamencie Deux-Sèvres. Nazwa miejscowości pochodzi od imienia św. Maksencjusza.
Według danych na rok 1990 gminę zamieszkiwało 780 osób, a gęstość zaludnienia wynosiła 62 osób/km² (wśród 1467 gmin regionu Poitou-Charentes Saint-Martin-de-St-Maixent plasuje się na 390. miejscu pod względem liczby ludności, natomiast pod względem powierzchni na miejscu 701.).